# Мајкл Џ. Макали
Мајкл Џејмс "Мајк" Макали (енгл. Michael James "Mike" McCulley; Сан Дијего, 4. август 1943) бивши је амерички пилот, инжењер металургије, астронаут. Изабран је за астронаута 1984. године. Први је амерички астронаут који је служио на подморницама током активне војне службе.
Иако рођен у Сан Дијегу, одрастао је на другом крају Америке, у Ливингстону, Тенеси. По завршетку средње школе, ступио је у Америчку ратну морнарицу. Службовао је као поморски подофицир на подморницама. Након завршеног факултета постаје поморски официр. Бива упућен на летачки тренинг и по успешном окончању истог лети на разним типовима авиона, пре него што је послат на обуку за пробног пилота у елитну школу у Енглеску. Након што је завршио тај тренинг, вратио се у Сједињене Државе, био пробни пилот, а потом поново службовао на мору.
Током каријере је забележио више од 5.000 часова лета и близу 400 слетања на носач авиона.
У свемир је летео једном. Тај лет обавио је у својству пилота на мисији СТС-34, октобра 1989. године.
Средњу школу је завршио у Ливингстону 1961. године. Након четири године службе у Морнарици, одлази на студије на Универзитет Пердју. Дипломирао је и магистрирао као инжењер металургије 1970. године. Макали је у младости био члан Младих извиђача САД и имао је највиши чин по реду, Eagle Scout. Ожењен је и има шесторо деце. Носилац је бројних цивилних и војних одликовања и признања. Живи у Коко Бичу, Флорида.
Године 1990. напушта Морнарицу у чину капетана, а одлази и из НАСА. Након пензионисања налазио се на одговорним и челним функцијама у компанијама Локид Мартин и United Space Alliance.

## Галерија
- Макали (десно, стоји) као пилот мисије СТС-34, 1989. године
- Макали (први слева)са екипом колега, 1989. године